# 王新福
王新福，渤海国大臣，王氏。
渤海文王大钦茂时，慕施蒙官至紫绶大夫、行政堂省左允，封开国男。文王大兴二十五年（唐代宗宝应元年、日本天平宝字六年、762年）秋，日本答聘副使伊吉益麻昌等归国，大钦茂命王新福等二十三人同行至日本。十月，至加贺国登陆。闰十二月，入平城京。次年正月，觐见淳仁天皇，进献方物。介绍因安史之乱未平，入唐道路不通等情况。他说唐朝太上皇、少帝已经驾崩，广平王摄政，年谷不登，百姓相食。史朝义自称圣武皇帝，性情仁恕，兵锋甚强，邓州、襄阳已经归属史家，李唐只有苏州。其实在王新福面见淳仁天皇的十六天前，史朝义已经自杀而亡。淳仁天皇授任王新福正三位，并赐宴。二月，淳仁天皇派遣左兵卫佐板镰束等护送他归国。